# Psům a Italům vstup zakázán
Psům a Italům vstup zakázán (v originále Interdit aux chiens et aux Italiens) je francouzsko-italsko-švýcarský animovaný film z roku 2022, který režíroval Alain Ughetto. Film měl světovou premiéru na Mezinárodním festivalu animovaných filmů v Annecy dne 15. června 2022.

## Děj
Režisér Alain Ughetto vypráví příběh svých prarodičů, piemontských farmářů narozených na konci 19. století. Chudoba je dohnala k tomu, aby se usadili ve Švýcarsku, kde se Luigi podílel na stavbě Simplonského tunelu a poté se vrátil do Itálie. S manželkou tam vychovali velkou rodinu a zažili těžké chvíle: jako první světovou válku.
Sní o Americe, ale nakonec se usadí ve Francii, kde jsou Italové bráni za cennou pracovní sílu. Kvůli fašistickému režimu, který byl nastolen v Itálii, zůstanou ve Francii. Jejich děti byly nakonec naturalizovány jako francouzští občané.

## Dabing postav
| Ariane Ascarideová | Cesira                |
| Stefano Paganini   | Luigi                 |
| Laurent Pasquier   | Vincent               |
| Laura Devoti       | Louisa                |
| Bruno Fontaine     | Nino, Gérard          |
| Jacques Chambon    | dílovedoucí a geometr |
| Alain Ughetto      | vypravěč              |

## Ocenění
- Mezinárodní festival animovaných filmů Annecy: Cena poroty za celovečerní film a cena Fondation Gan pour le cinéma
- Evropské filmové ceny: nejlepší animovaný film
- César: nominace na nejlepší animovaný film